# 潘季爾山
48°26′14.9″N 24°8′28.6″E / 48.437472°N 24.141278°E

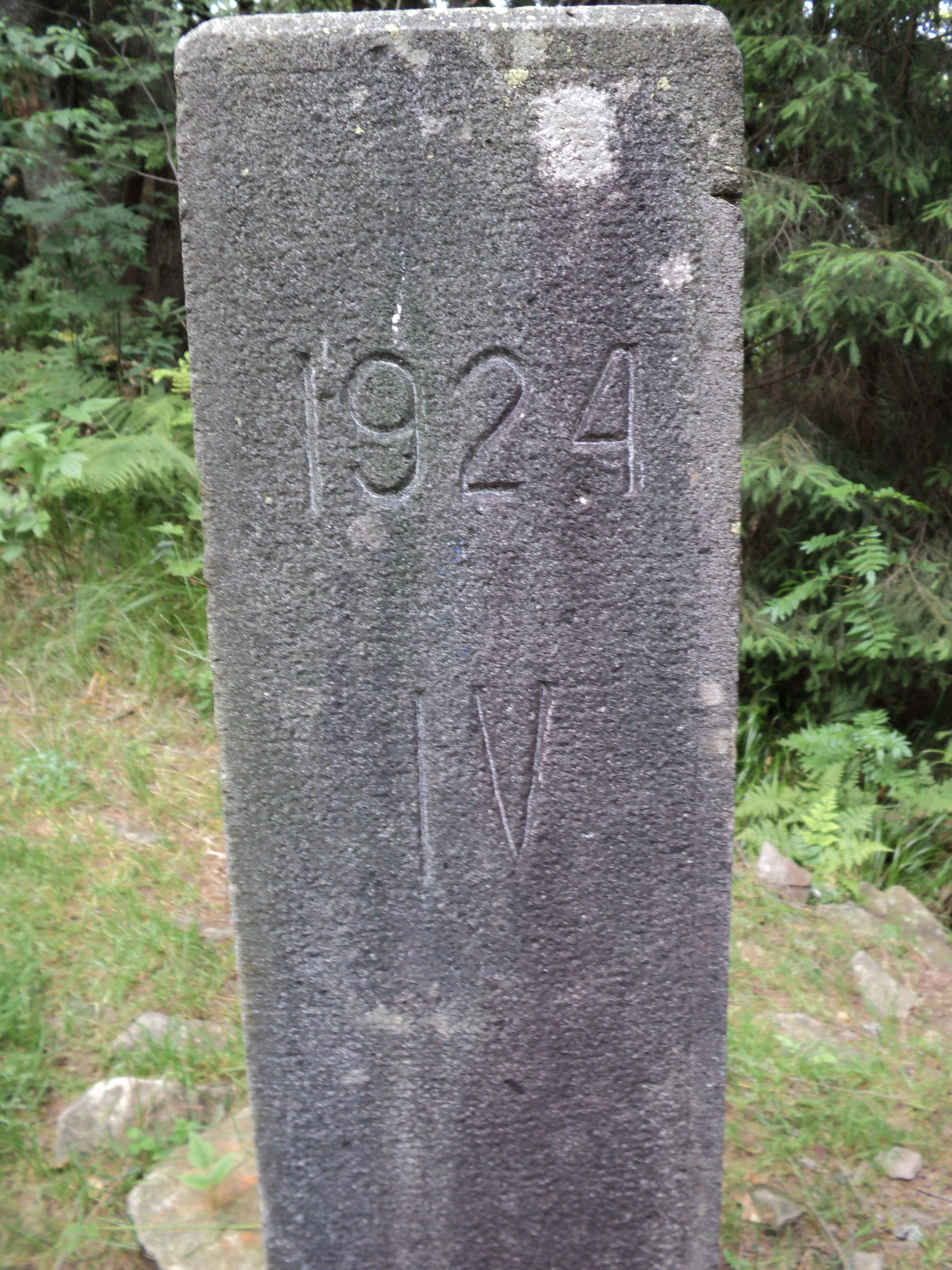

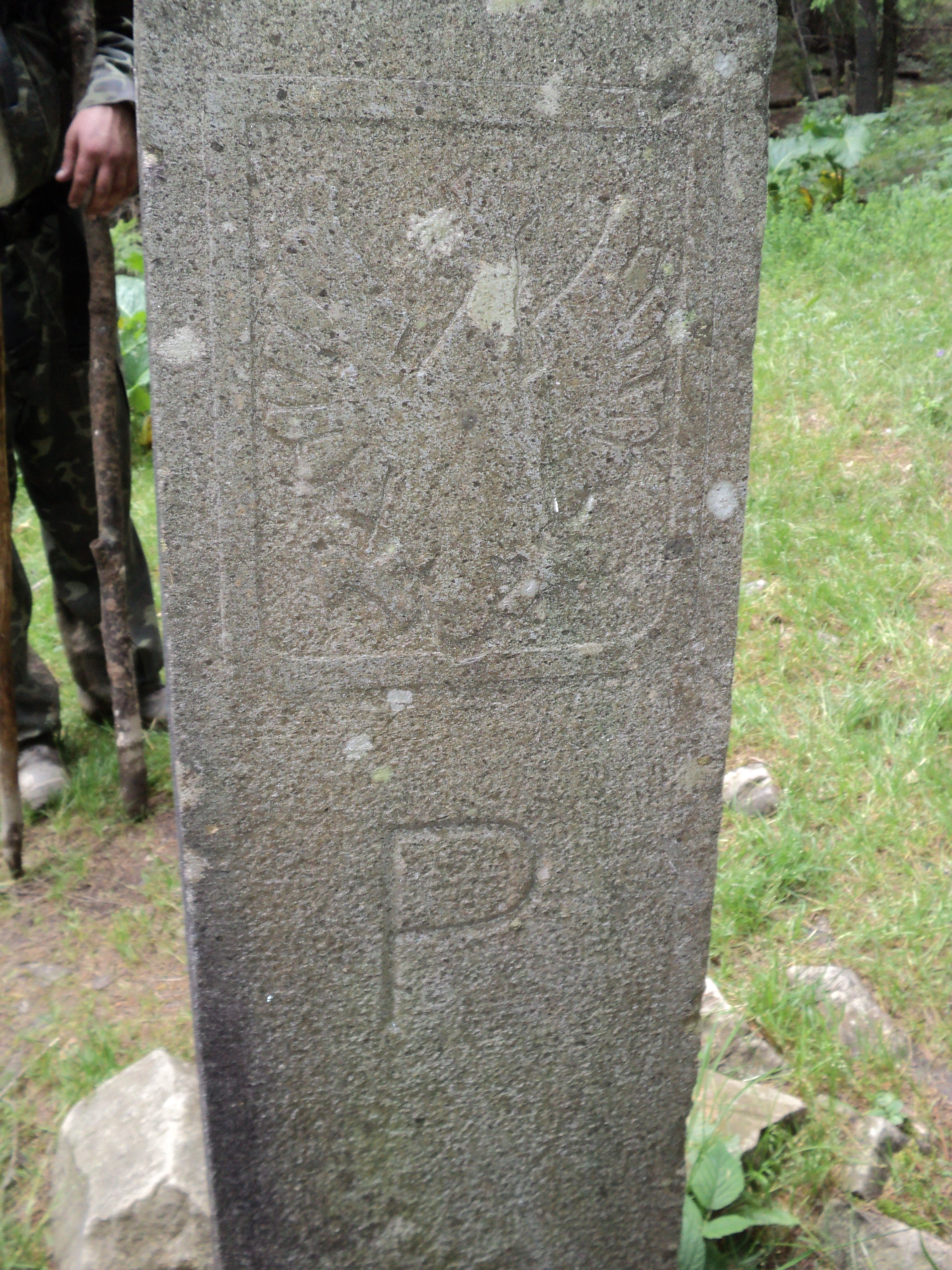

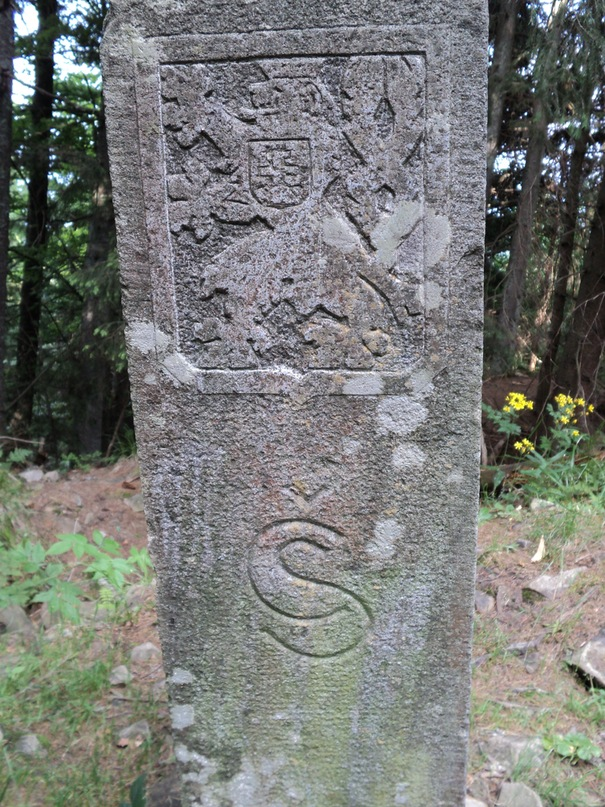

潘季爾山是烏克蘭的山峰，位於該國西部，處於伊萬諾-弗蘭科夫斯克州和外喀爾巴阡州接壤的邊界，屬於烏克蘭喀爾巴阡山脈中戈爾加內山脈的一部分，海拔高度1,225米。